# Гродненская губерния
Гродненская губерния — одна из северо-западных губерний Российской империи с центром в городе Гродно. В настоящее время большая часть территории находится в составе Беларуси, меньшая — в составе Польши, незначительная часть на территории Литвы (Друскеники) и Украины.

## История
В 1501 году при административном делении Великого княжества Литовского на воеводства северо-западная часть Гродненской губернии принадлежала Трокскому воеводству, северо-восточная — Новогрудскому, а южная составляла первоначально Наревское, а с 1520 года Подлясское воеводство, которое в 1596 году образовало Брестское воеводство.
Это административное деление сохранилось до третьего раздела Речи Посполитой в 1795 году. Из части, перешедшей к Российской империи в 1795 году, была образована с 1796 года Слонимская губерния в составе 8 уездов: Слонимского, Новогрудского, Гродненского, Волковысского, Брестского, Кобринского, Пружанского и Лидского. Через год, в 1797 году, Слонимская губерния соединена была с Виленской, под названием Литовской губернии, а через пять лет, по указу 1801 года, отделена в прежнем составе от Виленской, с переименованием в Гродненскую.
В таком виде она просуществовала 40 лет до присоединения к ней в 1842 году Белостокской области, заключавшей 4 уезда: Белостокский, Сокольский, Бельский и Дрогичинский, причём последний соединён был с Бельским в один уезд; Лидский уезд отошёл к Виленской губернии, а Новогрудский — к Минской.
Гродненская губерния была оккупирована Германией в 1915 году во время Первой мировой войны. Она была известна как Белостокско-Гродненский округ Обер-Оста. После Рижского мира 18 марта 1921 года, который положил конец польско-советской войне, губерния вошла в состав воеводств Белосток, Новогрудек и Полесье Второй Польской Республики.

## География

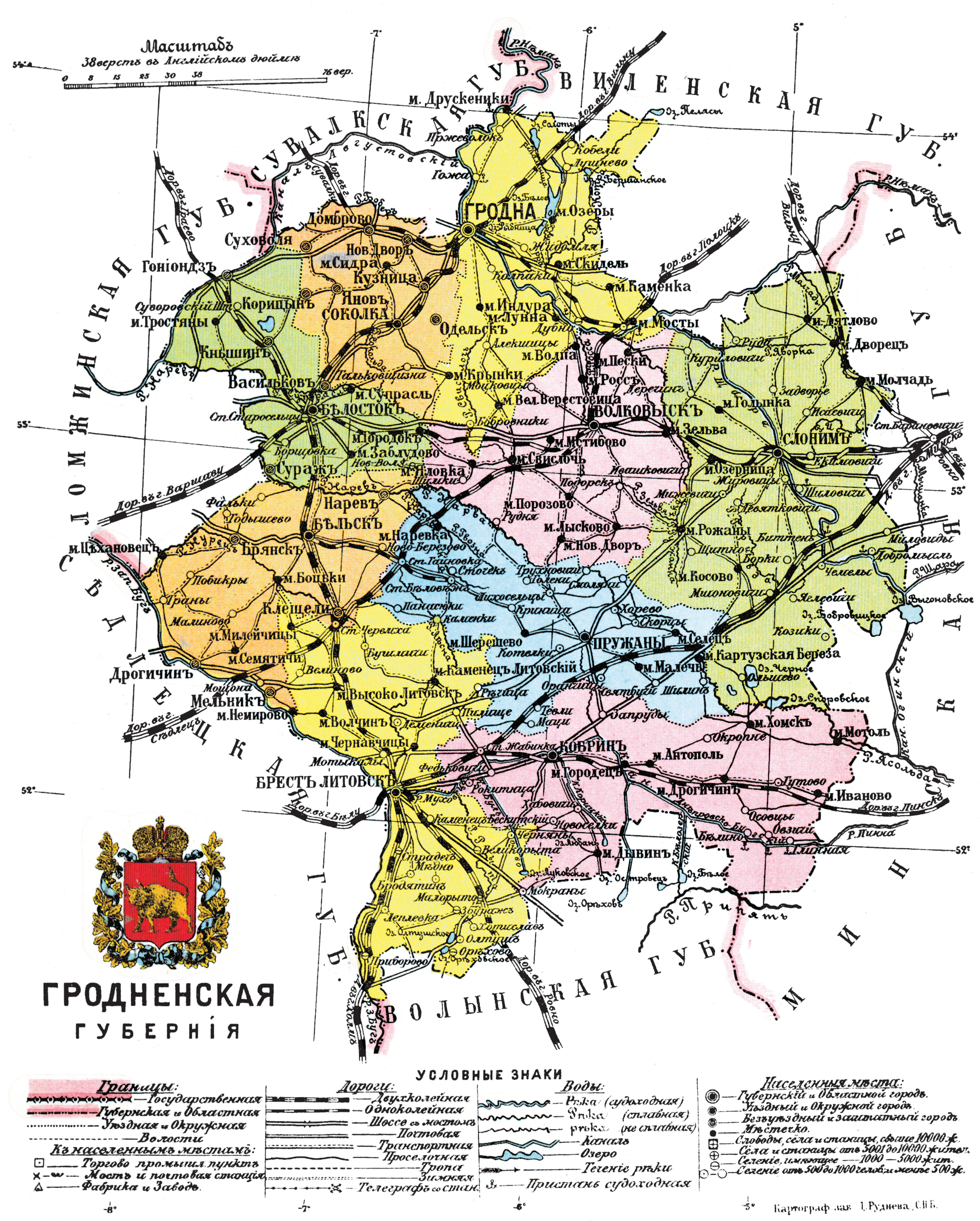
Гродненская губерния. 1910-е годы.

Расположена была между 51°30' — 54°3' с. ш. и 26°44'— 30°16' в. д.; граничит: к северу — с Виленской губернии, к востоку — с Минской, к югу — с Волынской и к западу и северо-западу — с Привислянским краем, от которого отделяется pеками Неманом, Бобром, Наревом, Лизой, Нурцом и Западным Бугом.
По занимаемому пространству в 33 979 квадратных вёрст принадлежала к числу наименьших губерний в России.
Вся поверхность средней, а в особенности южной части Гродненской губернии представляет сплошную равнину и только северная и северо-восточная части губернии несколько волнисты, впрочем, с пологими холмами, не превышающими 924 футов над уровнем моря — у фольварка Тарасовец Слонимского уезда.
По строению своей почвы Гродненская губерния принадлежит преимущественно к системе средне- и нижнетретичной и только по Неману, а частью, ограниченными местами — в уездах Белостокском, Бельском и Брестском — встречается меловая формация с остатками в ней белемнитов. По Западному Бугу — преобладает гранит, переходящий ниже в гнейс. В балках по реке Лососне и около Гродно встречается торфяной уголь, а также во многих местах — месторождения озёрных и болотных железных руд. Наиболее распространенные по всей губернии почвы: песчаная с большей или меньшей примесью глины или перегноя, супесчаная и суглинистая занимают более 5/7 частей всего пространства губернии. Сыпучие пески встречаются наиболее часто в северной части Гродненского уезда, а в других уездах — по течению рек Нарева, Нурца, Западного Буга и Лесне. Песчано-каменистая почва занимает около четверти всего пространства уездов Сокольского и Белостокского. Чёрные почвы (лесная и болотная) имеют относительно небольшое распространение, занимая до 140 000 десятин, в уездах Гродненском, Пружанском, в средней части Брестского и на северо-западе Кобринского. Почвы — подзолистая (77 600 десятин), торфяная (3320 десятин) и болотистая (196 000 десятин) наиболее распространены в южной части губернии, причём торфяные залежи встречаются во всех уездах, за исключением Пружанского; их глубина местами доходит до 2-3 аршин; они отчасти разрабатываются местным населением.
Большая часть Гродненской губернии лежит на окраине Балтийского бассейна и только юго-восточной своей частью принадлежит Черноморскому; губерния удовлетворительно орошена водами. Неман, войдя с запада в пределы губернии, первоначально течёт по незначительной части Слонимского и Волковысского уездов, а затем прорезывает весь Гродненский уезд. Длина течения реки по губернии до 140 вёрст, ширина её от 20 до 110 сажень, глубина от 3 до 12 футов при незначительном падении реки от 1 до 1,5 футов на версту; замерзает река 9 декабря, а вскрывается 28 марта; свободна от льда 256 дней (у Гродно). Неман судоходен на всем пространстве, но правильному судоходству препятствуют мели. Река имеет большое значение для местного торгового движения, чему способствуют искусственные соединения — каналом Огинским притока её реки Щары с рекой Ясельдой, впадающей в Припять, и с Западным Бугом — Августовским каналом. Левые притоки Немана значительнее правых; их 13, и наиболее важны: Щара, течёт в пределах губернии до 207 вёрст, принимая сплавные реки — Лохозву (86 вёрст), Гривду (100 вёрст) и Нессу (84 вёрст); менее значительные левые притоки Немана: Зельва (150 вёрст), Кан (100 вёрст), Свислочь (120 вёрст) и Лососна (55 вёрст). Из 8 правых притоков наиболее значительны: Котора с притоком Пыррой и Исса. Река Нарев, вытекает из болот Пружанского уезда, длина течения 248 вёрст, принимает справа: Супрасль (95 вёрст) и Бобр (170 вёрст) с притоками — Сидрянкой, Лососной и Бржезовкой; приняв реку Бобр, Нарев становится судоходным; левые его притоки незначительны. Западный Буг принадлежит только правым берегом на протяжении 252 вёрст Гродненской губернии, отделяя её от Привислянского края. Посредством Днепровско-Бугского канала, соединяющего река Муховец с рекой Ниной, входит в водную систему Днепра и Вислы. Западный Буг принимает в пределах губернии 11 притоков, из которых главнейшие с правой стороны: Муховец (83 вёрст.) с притоком Рытой, Лесна (100 вёрст.), Нурец и Пульва; из них последняя и Муховец — судоходны. Ясельда, левый приток Припяти, берёт начало в обширных болотах на западной границе Волковысского уезда; длина течения её в пределах губернии 130 вёрст; наиболее важен правый приток — река Пина.

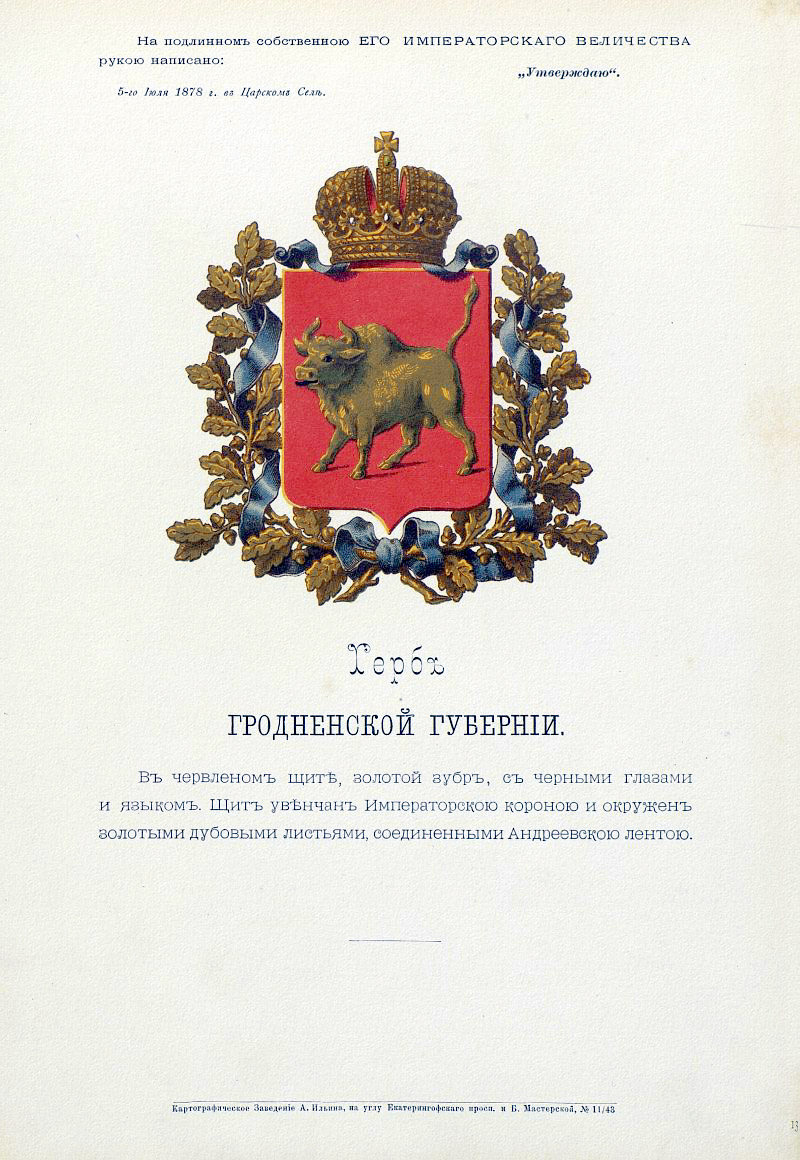
Герб губернии c официальным описанием, утверждённый Александром II (1878)

Озёр много, но они не велики. Некоторые из озёр, как, например, Задубенское, Белое, Молочное и Лот, соединённые между собой и с вершиной реки Пырры природными и искусственными водными каналами (Тизенгаузенский канал или Королевским), представляют удобные сплавные пути. Все вообще водные пути в Гродненской губернии принадлежат к западной системе искусственного водяного сообщения, связывающего Балтийское море с Чёрным, причём все протяжение судоходных путей в пределах губернии составляет около 1400 вёрст. Наиболее важные пристани заходятся на реке Немане — в городе Гродно и в местных Мостах; на реке Щаре — в городе Слониме, на реке Бобре — в заштатном городе Гониондзах; на Западном Буге — в г. Брест-Литовске, на Муховце — в г. Кобрине. Судоходство по Неману, а равно и сплав по другим водным путям, начинается со второй половины апреля, а оканчивается в октябре. Суда, плавающие по речкам Гродненской губернии, носят названия: витин, поднимающих грузы до 14000 пудов, барок — до 5000 пудов, бердин — до 4000 пудов, габар (железные) до 1500 пудов; более мелкие суда: дубассы, лигивы, комыги, или полубарки, лодки, боты и т. д. Болота занимают до 1/15 части всего пространства губернии. Наиболее болотистые местности находятся: в пущах Беловежской и Гродненской, при слиянии Бобра с Наревом, по течению рек Муховца, Нарева, Нурца и других. Непроходимые болота тянутся по левому берегу реки Пины, в Кобринском уезде, имея до 70 вёрст длины и от 6 до 30 вёрст ширины; замечательно по величине Пиотковское болото в 22 квадратных вёрст, лежащее между pеками Наревом и Лизой. Имеющиеся в губернии минеральные источники, солёно-бромистые, Друскеники, пользуются обширной известностью.
Климат губернии умеренный; ни сильных жаров, ни жестоких, продолжительных морозов не бывает. По наблюдениям в Белостоке, Гродно, Свислоче и Брест-Литовске, средняя температура года — 6°,3. Из ветров преобладает западное направление; число дней с осадками 145 при среднем годовом количестве выпадающей влаги около 500 мм. Вся лесная площадь занимает почти 18 % пространства губернии, а именно 484000 десятин, и под искусственными насаждениями — 1584 десятин. В лесах преобладают сосна и ель; затем, местами чистыми насаждениями встречаются дуб, берёза, осина, ольха; ещё реже попадаются граб, вяз, ясень и клён; опушки леса состоят иногда из орешника, дикой яблони, груши и проч. Мачтовых деревьев очень мало; строевого и товарного леса достаточно, и он сплавляется отчасти в Пруссию и Привислянский край. Леса по Западному Бугу ценятся выше лесов неманских; наиболее богаты лесами уезды Гродненский, Пружанский и Слонимский; а из лесных дач замечательны пущи Беловежская и Гродненская.
Губерния разделена на 9 уездов: Гродненский, Сокольский, Белостокский, Бельский, Брестский, Кобринский, Пружанский, Волковысский и Слонимский; 39 станов, 185 волостей, 2233 сельских обществ с 7992 селениями крестьян в 112 663 двора; 16 заштатных городов и 62 местечка.
В числе учебных заведений находилось: 5 среднеучебных с 1206 учащимися; 6 уездных училищ с 390 учащимися; 38 приходских школ с 2529 учащимися; 300 народных школ министерства народного просвещения с 19 645 учащимися; 1 духовное училище с 158 учащимися; 556 церковно-приходских школ и школ грамотности с 8445 учащимися; 21 частных училищ и школ с 1402 учащимися; 3 специальные учебные заведения с 219 учащимися; 237 еврейских учебных заведений с 5047 учащимися. Число библиотек при школах показано 78 с 11190 томами книг. В крестьянском населении одна школа приходилась на 1061 души об. п. и один учащийся на 33,5 души. 87 больничных заведений гражданского ведомства с 812 кроватями; в том числе сельских лечебниц 17 при 102 кроватях и 36 врачебных приёмных покоев; лечебных заведений военного ведомства 47 с 1450 кроватями; врачей гражданского ведомства 129, военного — 87.

## Административное деление

Административное деление Гродненской губернии

Первоначально губерния делилась на 8 уездов: Брестский, Волковысский, Гродненский, Кобринский, Лидский, Новогрудский, Пружанский и Слонимский. В 1843 году из упразднённой Белостокской области в Гродненскую губернию были переданы Белостокский, Бельский и Сокольский уезды. Одновременно Лидский уезд отошёл Виленской губернии, а Новогрудский — Минской.
В начале XX века в состав губернии входило 9 уездов:
| № п/п | Уезд         | Уездный город                  | Герб уездного города | Площадь, кв.вёрст | Население, чел. |
| ----- | ------------ | ------------------------------ | -------------------- | ----------------- | --------------- |
| 1     | Белостокский | г. Белосток (56 629 чел.)      |                      | 2551,8            | 187 531 (1889)  |
| 2     | Бельский     | г. Бельск (7012 чел.)          |                      | 3130,3            | 175 855 (1889)  |
| 3     | Брестский    | г. Брест-Литовск (41 615 чел.) |                      | 4299,7            | 193 851 (1889)  |
| 4     | Волковысский | г. Волковыск (7071 чел.)       |                      | 3358,0            | 125 817 (1889)  |
| 5     | Гродненский  | г. Гродно (49 952 чел.)        |                      | 3770,0            | 137 779 (1891)  |
| 6     | Кобринский   | г. Кобрин (8998 чел.)          |                      | 4645,3            | 159 209 (1894)  |
| 7     | Пружанский   | г. Пружаны (7634 чел.)         |                      | 3659,4            | 139 879 (1897)  |
| 8     | Слонимский   | г. Слоним (15 893 чел.)        |                      | 6359,2            | 233 506 (1897)  |
| 9     | Сокольский   | г. Соколка (7595 чел.)         |                      | 2290,0            | 113 746 (1897)  |

В 1920 году территория губернии полностью отошла Польше.

## Население

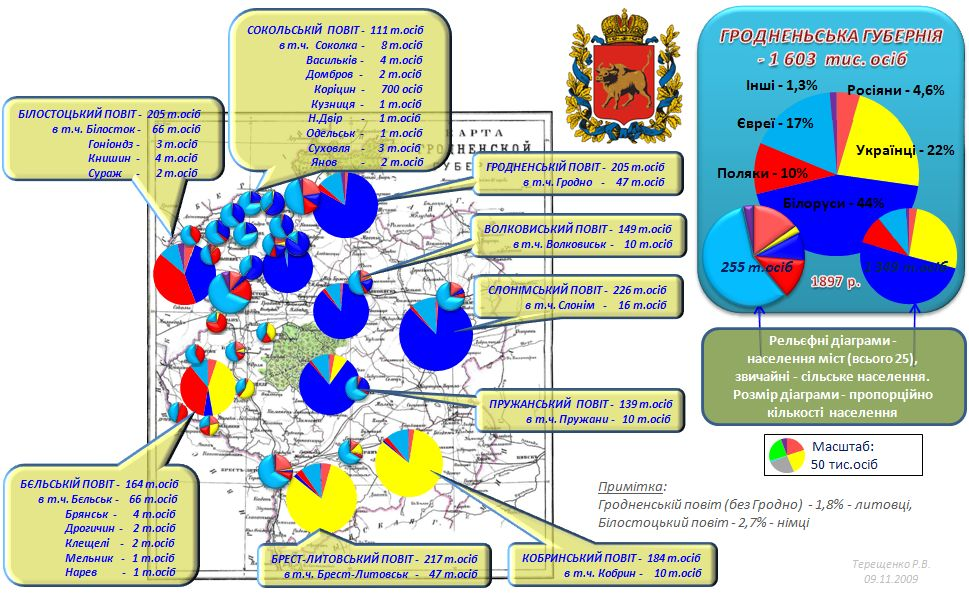
Население Гродненской губернии согласно переписи 1897 г.

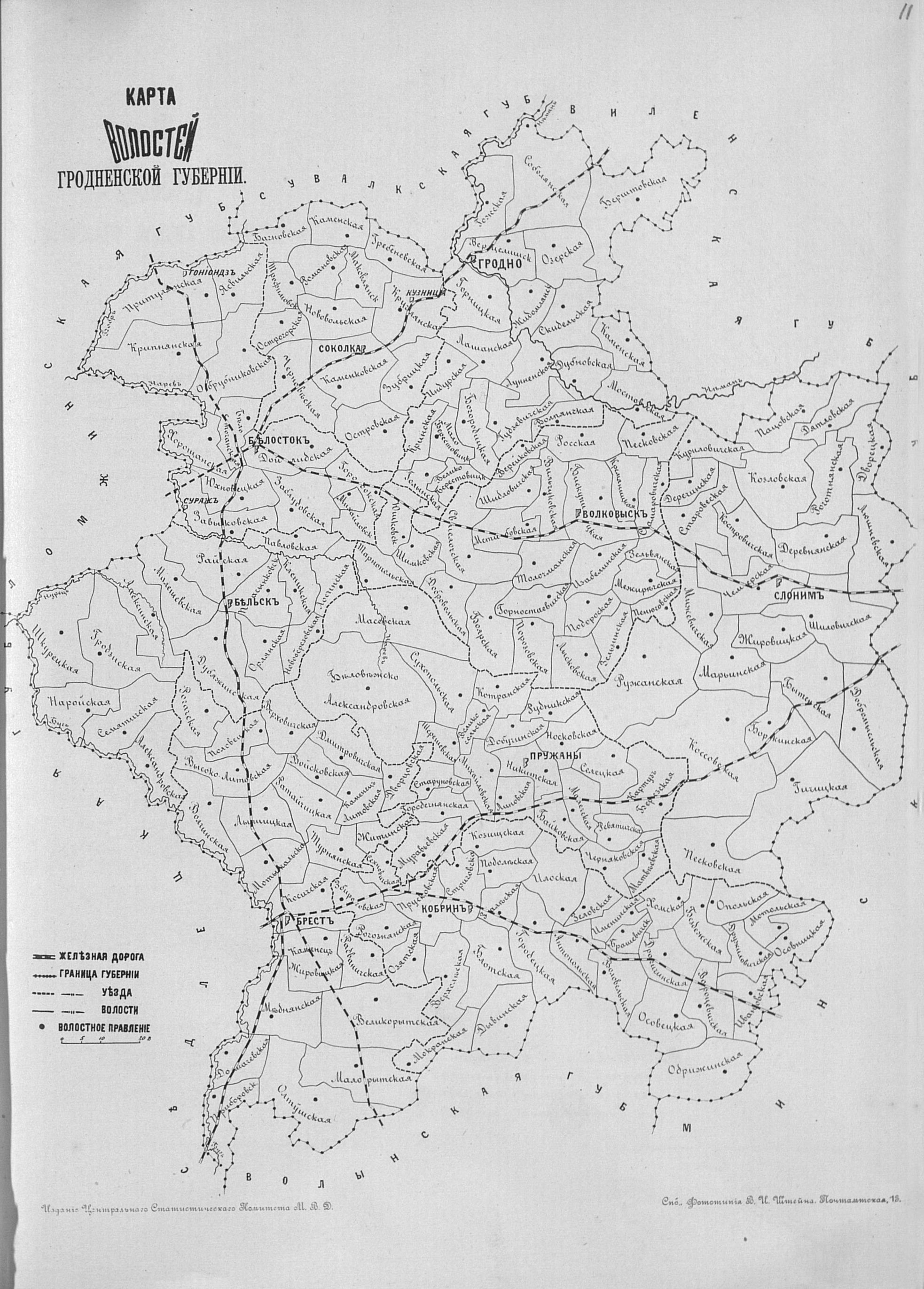
Волости Гродненской губернии

Население губернии в 1891 году простиралось до 1 509 728 душ (776 191 муж. и 733 837 жен.); в том числе: дворян потомственных 10 977, личных 2909, духовенства православного белого 2310, монашествующего 55, католического 124, протестантского 20, иудейского 439, магометанского 11, граждан потомственных и личных 876, купцов 2876, мещан 389 249, цеховых 14 437, крестьян 940 856, колонистов 7088, однодворцев 48, регулярных войск 39911, бессрочноотпускных — 49 330, отставных нижних чинов 26 339, солдатских детей 14 341, иностранных подданных 6239.
Браков заключено 12 581, род. 62 180, умерло 38 812. Всех учебных заведений было в 1891 году 1167 с 39 041 учащимися, в том числе девочек 5579.

### Национальный состав
В 1897 году:
| Уезд             | белорусы | украинцы | евреи  | поляки | русские | литовцы | немцы |
| ---------------- | -------- | -------- | ------ | ------ | ------- | ------- | ----- |
| Губерния в целом | 44,0 %   | 22,6 %   | 17,4 % | 10,1 % | 4,6 %   | …       | …     |
| Белостокский     | 26,1 %   | …        | 28,3 % | 34,0 % | 6,7 %   | …       | 3,6 % |
| Бельский         | 4,9 %    | 39,1 %   | 14,9 % | 34,9 % | 5,9 %   | …       | …     |
| Брестский        | 1,8 %    | 64,4 %   | 20,8 % | 3,9 %  | 8,1 %   | …       | …     |
| Волковысский     | 82,4 %   | …        | 12,4 % | 2,1 %  | 2,3 %   | …       | …     |
| Гродненский      | 65,7 %   | …        | 19,9 % | 5,7 %  | 6,2 %   | 1,4 %   | …     |
| Кобринский       | …        | 79,6 %   | 13,7 % | 2,2 %  | 3,1 %   | …       | …     |
| Пружанский       | 75,5 %   | 6,7 %    | 12,8 % | 1,4 %  | 3,0 %   | …       | …     |
| Слонимский       | 80,7 %   | …        | 15,2 % | 1,6 %  | 2,1 %   | …       | …     |
| Сокольский       | 83,8 %   | …        | 12,2 % | 1,2 %  | 1,8 %   | …       | …     |

### Дворянские роды
Жоховские, Забелло, Йодко, Кандыба, Карсницкие, Келчевские, Клечковские, Козерадские.

## Религия
- православные — 827.724
- католики — 384.696
- иудеи — 281.303
- протестанты — 13.067
- магометане — 3.238

Преобладающее население — главным образом белорусы, составляющее около 54 %; евреи, появившиеся здесь, как полагают, в первой половине XII века, составляют до 19 %; поляков (преимущественно мазуров) немногим более 20 %, преимущественно в юго-зап. уездах, в особенности Белостокском и Бельском. Литовцы в числе нескольких тысяч человек живут в северной части губернии. Татары, переселенные в Литву великим князем Витовтом между 1395-98 гг., ныне в числе 3273 д. об. п. встречаются всего чаще в Слонимском уезде. Значительная часть немцев живёт в присоединённой от Пруссии части Белостокской области. Небольшое число голландцев. Некоторыми показываются ещё бужане и ятвяги; но они совершенно слились с местным населением, от которого невозможно их отличить.
православных — 4 монастыря, 490 церквей и 54 часовни
иудейских — 57 синагог и 316 молитвенных домов (школ)
католических — 2 монастыря, 92 костела, 58 каплиц
протестантских — 7 церквей и 6 молитвенных домов
мусульманских — 3 мечети

## Экономика

### Сельское хозяйство
Земледелие составляет главное занятие большей части населения.
Из 3 574 746 десятин земли в крестьянском владении в 1890 году было 1 498 902 десятин, то есть 42,2 % всего пространства губернии (на душу по 2,3 десятины); в том числе под усадьбами — 50 521, пахотной земли — 862 078, луговой — 241 118, пастбищ — 170 327, леса — 44 994, неудобной — 129 863. Преобладает трёхпольная система; местами встречается двухпольная и, как исключение, многопольная. Урожай хлебов в основном средний; безусловные неурожаи — большая редкость в Гродненской губернии. Много сеют картофеля благодаря песчаной почве и значительному требованию на винокуренные заводы. Хлебозапасных магазинов 2122 с запасом хлеба озимого 281 177 и ярового 138 860 четвертей. Сословный продовольственный капитал, образованный в 1868 году, составляет всего 47 753 руб. Скотоводство не составляет отдельной отрасли сельского хозяйства. В 1891 году числилось лошадей — 176 245, рогатого скота — 484 107, овец простых — 591 691, тонкорунных — 93 522, коз — 3642, ослов и мулов — 28, свиней — 320 701. На 100 душ населения приходится около 12 лошадей и 32 головы рогатого скота, а на 100 десятин земли — около 5 лошадей и около 14 голов рогатого скота. Тонкорунные овцы разводятся преимущественно помещиками; шерсть поступает на местные суконные фабрики. Частных конских заводов 13.
Из других сельских занятий наиболее распространены садоводство и огородничество — в уездах Бельском и Белостокском; хотя при редком имении не имеется фруктового сада, но эта отрасль хозяйства ныне сильно запущена. Табаководство незначительно; разводится преимущественно махорка; в 1890 году в губернии находилось 5995 табачных плантаций, занимавших всего 22,25 десятин, с которых собрано табаку только 1101 пуд.
Пчеловодство развито слабо и наиболее сосредоточено в Слонимском и Брестском уездах, где встречаются преимущественно бортневые ульи.

### Лесные промыслы
Главный лесной промысел — рубка дров и леса, который сплавляется в Пруссию и в Привислянский край. Местами жгут уголь, занимаются смолокурением, сидкой дегтя и скипидара, наиболее в Слонимском уезде В Пружанском уезде делают деревянную посуду и колеса, в Бельском уезде — сани, ободья и дуги.

### Промышленность
Фабричная промышленность прочно установилась в губернии в первой четверти настоящего столетия с появлением первых суконных и байковых фабрик, которых здесь числилось в 1815 году девять с производством на 300 000 руб. Число суконных фабрик увеличивается с проведением в 1832 году таможенной линии вдоль границ Царства Польского.
В 1843 году было уже 59 фабрик, обрабатывавших шерсть, с производством на 1 521 498 руб.
В 1891 году всех фабрик и заводов было 3022 с суммой производства на 7 545 216 руб. и 14 041 рабочих, в том числе мужчин 9660, женщин 3870 и малолетних 511. Заводов было 2709 при 4754 рабочих, с производством на 2 286 456 руб.; фабрик было 313 с производством на 5 258 760 руб. Первое место принадлежит суконным кортовым фабрикам, которых 146 при 4772 рабочих, с суммой производства в 3 306 837 руб.; в изделиях этого рода Гродненская губерния уступает только Московской и Симбирской. Товары её суконных фабрик требуются в Санкт-Петербург, Москву, Одессу, Варшаву и т. д., а частью идут даже за границу. Всего больше этих фабрик в Белостоке и его уезде. В последние годы, однако, заметно уменьшение суконно-кортового производства. Второе место принадлежит 13 табачным фабрикам, на которых при 2030 рабочих выручено 814 517 руб. Затем идут 17 шерстяных фабрик с оборотом в 805 100 руб. при 390 рабочих; 5 шелковых — 214 980 руб. при 237 рабочих, 12 прядильных — 102 165 руб. при 217 рабочих, и 2 ветошные — 94 800 при 106 рабочих
Между заводами первое место занимают винокуренные и дрожжевые, числом 73, с производством безводного спирта на сумму 740 989 руб. при 540 рабочих. Пивоваренных заводов было 57 с 227 рабочими и с производством в 502 839 руб.; на 150 кирпичных заводах рабочих 478, сумма производства 81 789 руб.; на 1926 мукомольных заводах при 2139 рабочих выработано на 505 636 руб. Ремесленников 29 481, в том числе мастеров 20703, рабочих 5486 и учеников 3292; из ремесленников христиан было 12 220, евреев 17 183 и магометан 78, причём в городах христиане составляют 22 %, евреи 78 %, а в уездах — христиане 49 %, a евреи 51 % всех ремесленников.

### Торговля и транспорт
Торговля развита, чему способствуют, кроме водяных, шоссейные пути сообщения и железные дороги: Санкт-Петербурго-Варшавская, Бресто-Граевская, Московско-Брестская, Белостокско-Барановичская, Бресто-Брянская.
Железнодорожные линии Бресто-Холмская, Варшаво-Тереспольская и Вильно-Ровенская касаются лишь краев губернии.
Посредниками в торговле, кроме губернского и уездных городов, служат местечки и заштатные города: Луна, Мосты, Зельва, Высоко-Литовск, Цеханович и др. Торговля тяготеет наиболее к Привислянскому краю. Отпускаются за границу преимущественно лес и зерновой хлеб.
В 1889 году по бассейну реки Немана прибыло грузов, в тысяч пудов, 721, отправлено 13 303; по бассейну Вислы прибыло 59, отправлено 1364; по бассейну Днепра — отправлено 279. 59 ярмарок в 32 различных пунктах; большой роли в торгово-промышленном отношении они не играют.
Доходы всех городов Гродненской губернии составляли в 1889 году 403 484 руб., расходы — 400 783 руб.; капиталов городских показано всего только 16 367 руб., а долгу за городами числилось 207 981 руб.

## Генерал-губернаторы виленские (литовские)
| Ф. И. О.                               | Годы жизни | Годы правления  |
| -------------------------------------- | ---------- | --------------- |
| Римский-Корсаков, Александр Михайлович | 1753—1840  | 24.05.1812—1830 |

### Губернаторы
На протяжении существования губернии гродненскими губернаторами и исполняющими их обязанности были 36 человек, которые в большинстве своем являлись уроженцами коренных российских губерний: Рязанской, Новгородской, Петербургской, Тверской, Калужской, Костромской и др.

### Губернские предводители дворянства
| Ф. И. О.                                  | Титул, чин, звание                                           | Время замещения должности |
| ----------------------------------------- | ------------------------------------------------------------ | ------------------------- |
| Бржостовский Михаил Иероним Станиславович | граф, действительный тайный советник                         | 1798—1801                 |
| Урсын-Немцевич Станислав Марцельевич      | действительный статский советник                             | 1801—1807                 |
| Борейша Павел Михайлович                  | коллежский советник                                          | 1808—1809                 |
| Панцержинский Людвиг Карлович             | коллежский советник                                          | 1809—23.03.1817           |
| Мержевский Каликст Иосифович              |                                                              | 1817—1819                 |
| Грабовский Казимир Иванович               | граф                                                         | 1819—1825                 |
| Четвертынский Константин Антонович        | князь, действительный статский советник                      | 1825—02.09.1834           |
| Гоувальд                                  |                                                              | 02.09.1834—1837           |
| Заленский Карл Рафаилович                 |                                                              | 1837—1839                 |
| Вакансия                                  |                                                              | 1839—1840                 |
| Пусловский Франд Адальбертович            | надворный советник                                           | 16.02.1840—1846           |
| Ляхницкий Роман Антонович                 | гвардии поручик                                              | 1846—1847                 |
| Незабытовский Степан Яковлевич            | титулярный советник                                          | 1847—1853                 |
| Оржешко Каликст Никодимович               | в звании камер-юнкера, надворный советник                    | 16.05.1853—21.10.1861     |
| Старжинский Виктор Станиславович          | граф, отставной сотник, и. д.                                | 21.10.1861—10.09.1863     |
| Крживицкий Юлиан Ксаверьевич              | действительный статский советник                             | 10.09.1863—02.01.1867     |
| Давыдов Владимир Александрович            | камергер, действительный статский советник                   | 01.12.1867—26.05.1878     |
| Урсын-Немцевич Иван Фаддеевич             | в звании камер-юнкера, коллежский советник (тайный советник) | 24.11.1878—04.04.1900     |
| Верёвкин Пётр Владимирович                | в звании камер-юнкера, коллежский советник                   | 12.04.1901—13.05.1904     |
| Вышеславцев Иван Михайлович               | действительный статский советник                             | 13.05.1904—15.12.1906     |
| Неверович Николай Григорьевич             | надворный советник                                           | 15.12.1906—1917           |

### Вице-губернаторы
| Ф. И. О.                             | Титул, чин, звание                     | Время замещения должности |
| ------------------------------------ | -------------------------------------- | ------------------------- |
| Берг Пётр Иванович                   | действительный статский советник       | 1801—02.12.1803           |
| Кожевников Лев Александрович         | статский советник                      | 02.12.1803—27.09.1807     |
| Бакеев Степан Васильевич             | капитан-командор                       | 1807—11.01.1808           |
| Андреевский Степан Семёнович         | статский советник                      | 22.01.1808—28.05.1811     |
| Богговут Владимир Фёдорович          | статский советник                      | 28.05.1811—14.03.1813     |
| Сушко Иван Леонтьевич                | статский советник                      | ??-14.02.1813             |
| Кирьянов                             | статский советник                      | 02.05.1813—13.08.1813     |
| Бутовт-Андржейкович Михаил Фадеевич  | статский советник                      | 26.08.1813—05.02.1819     |
| Максимович Константин Осипович       | коллежский советник                    | 14.02.1819—09.11.1826     |
| Ходолей Григорий Павлович            | статский советник                      | 26.11.1826—12.02.1832     |
| Лашкарёв Григорий Сергеевич          | статский советник                      | 12.02.1832—08.06.1832     |
| Давыдов Сергей Иванович              | князь, камергер, статский советник     | 17.06.1832—10.1833        |
| Сарди Михаил Сергеевич               | коллежский советник                    | 06.10.1833—15.03.1835     |
| Таубе Пётр Иванович                  | барон, коллежский советник             | 15.03.1835—01.01.1838     |
| Яневич-Яневский Феодосий Семёнович   | коллежский советник                    | 27.03.1838—1849           |
| Порай-Лонтковский Семён Онуфриевич   | статский советник                      | 1849—18.05.1854           |
| Рожнов Яков Петрович                 | действительный статский советник       | 18.05.1854—30.08.1861     |
| Оболенский Юрий Александрович        | князь, коллежский советник             | 26.09.1861—12.10.1861     |
| Умястовский Эмилий-Цезарий Антонович | камер-юнкер, надворный советник, и. д. | 14.12.1861—15.03.1863     |
| Беленков Георгий Евстратович         | действительный статский советник       | 22.03.1863—22.03.1868     |
| Енакиев Валериан Александрович       | действительный статский советник       | 22.03.1868—21.04.1878     |
| Ушаков Василий Семёнович             | статский советник                      | 12.05.1878—25.04.1880     |
| Искрицкий Иван Фёдорович             | действительный статский советник       | 25.04.1880—10.05.1890     |
| Озеров Алексей Николаевич            | действительный статский советник       | 10.05.1890—19.12.1896     |
| Добровольский Николай Александрович  | статский советник                      | 08.02.1897—02.04.1899     |
| Лишин Виктор Дмитриевич              | камергер, статский советник            | 17.04.1899—29.04.1905     |
| Ознобишин Алексей Александрович      | коллежский советник                    | 29.04.1905—25.06.1906     |
| Столяров Владимир Владимирович       | действительный статский советник       | 25.06.1906—1917           |